# Röllmühle
Röllmühle ist ein Gemeindeteil der Stadt Rehau im Landkreis Hof (Oberfranken, Bayern).

## Geographie
Die Einöde liegt ca. 3 km südöstlich von Rehau am Bocksbach.

## Geschichte
Die erste urkundliche Erwähnung war 1417. Besitzer waren Hans Röll (von dem der Name zeugt), Peter und Philipp von Püschere und Hans Friedrich Teuffel.
Das Mühlgebäude hatte zwei Mahlgänge und einen Schneidgang.
Die Röllmühle war Teil der Gemeinde Fohrenreuth und wurde mit dieser am 1. Mai 1978 in die Stadt Rehau eingegliedert.

## Wirtschaft
In der Röllmühle befindet sich heute ein forstwirtschaftlicher Betrieb.